# Gustavo Lapaz
Gustavo Javier Lapaz Correa (Mercedes, 24 de agosto de 1953), periodista y político uruguayo, perteneciente al Partido Nacional.
Se desempeñó como periodista radial en CX 12 Radio Oriental.

## Carrera política
La primera vez que incursionó en política fue en las elecciones del año 1994, haciéndolo respaldado por 10 agrupaciones del Partido Nacional, en una campaña que solo duró tres meses, ocasión en la cual fue elegido Intendente Municipal de Soriano por el período 1995 - 2000.
El 13 de febrero del 2000, renunció al cargo, al ser postulado nuevamente como candidato a Intendente por casi la mitad de la Convención Departamental del Partido Nacional. En las elecciones del 14 de mayo de ese año fue nuevamente electo Intendente de Soriano, siendo la primera persona en ocupar durante dos períodos electorales consecutivos dicho cargo.
El 5 de julio del 2005 Gustavo Lapaz renunció al cargo de Intendente, para asumir el día 6 de julio en el Senado de la República, por el sector Herrerismo del Partido Nacional, banca que desempeña hasta febrero de 2010.